# 4574 Yoshinaka
4574 Yoshinaka (1986 YB) là một tiểu hành tinh vành đai chính được phát hiện ngày 20 tháng 12 năm 1986 bởi Tsuneo Niijima và Takeshi Urata ở Ojima.